# Bahnstrecke Guignicourt–Rethel
| Guignicourt-sur-Aisne Rethel |                     |                                   |                                   |
| Streckenlänge: | 35 km               |                                   |                                   |
| Spurweite: | 1000 mm (Meterspur) |                                   |                                   |
| |                     |                                   |                                   |
| \| \| \| Bahnstrecke Reims–Laon von Laon \| \| \| \| \| \| \| \| \| 0 \| Guignicourt[1] \| Guignicourt[1] \| \| \| \| nach Soissons[2] \| \| \| \| \| Bahnstrecke Reims–Laon nach Reims \| \| \| \| \| Menneville \| \| \| \| \| Neufchâtel-sur-Aisne \| \| \| \| \| Évergnicourt \| \| \| \| \| Avaux-le-Château \| \| \| \| \| von Reims \| \| \| \| \| Vieux-lès-Asfeld \| \| \| \| \| Asfeld \| \| \| \| \| CA-Strecke nach Montcornet[3] \| \| \| \| \| Blanzy/Aire/ Balham \| \| \| \| \| Château-Porcien \| \| \| \| \| Nanteuil-sur-Aisne \| \| \| \| \| Acy-Romance \| \| \| \| \| Canal des Ardennes \| \| \| \| \| Aisne \| \| \| \| \| von Reims \| \| \| \| \| Rethel \| \| \| \| 35 \| nach Charleville-Mézières \| nach Charleville-Mézières \| |                     |                                   |                                   |
| |                     | Bahnstrecke Reims–Laon von Laon   |                                   |
| Abzweig geradeaus und ehemals nach links · Abzweig quer und von links (Strecke außer Betrieb) · Strecke von rechts (außer Betrieb) |                     |                                   |                                   |
| Bahnhof · Bahnhof (Strecke außer Betrieb) · Strecke (außer Betrieb) | 0                   | Guignicourt                       | Guignicourt                       |
| Kreuzung geradeaus unten (Querstrecke außer Betrieb) · Abzweig quer und nach rechts (Strecke außer Betrieb) · Abzweig geradeaus und nach rechts (Strecke außer Betrieb) |                     | nach Soissons                     | nach Soissons                     |
| Strecke (außer Betrieb) |                     | Bahnstrecke Reims–Laon nach Reims | Bahnstrecke Reims–Laon nach Reims |
| Bahnhof (Strecke außer Betrieb) |                     | Menneville                        | Menneville                        |
| Bahnhof (Strecke außer Betrieb) |                     | Neufchâtel-sur-Aisne              | Neufchâtel-sur-Aisne              |
| Bahnhof (Strecke außer Betrieb) |                     | Évergnicourt                      | Évergnicourt                      |
| Bahnhof (Strecke außer Betrieb) |                     | Avaux-le-Château                  | Avaux-le-Château                  |
| Strecke von rechts · Strecke (außer Betrieb) |                     | von Reims                         | von Reims                         |
| Kopfbahnhof Streckenende · Bahnhof (Strecke außer Betrieb) |                     | Vieux-lès-Asfeld                  | Vieux-lès-Asfeld                  |
| Bahnhof (Strecke außer Betrieb) |                     | Asfeld                            | Asfeld                            |
| Abzweig geradeaus und nach links (Strecke außer Betrieb) |                     | CA-Strecke nach Montcornet        | CA-Strecke nach Montcornet        |
| Bahnhof (Strecke außer Betrieb) |                     | Blanzy/Aire/ Balham               | Blanzy/Aire/ Balham               |
| Bahnhof (Strecke außer Betrieb) |                     | Château-Porcien                   | Château-Porcien                   |
| Bahnhof (Strecke außer Betrieb) |                     | Nanteuil-sur-Aisne                | Nanteuil-sur-Aisne                |
| Bahnhof (Strecke außer Betrieb) |                     | Acy-Romance                       | Acy-Romance                       |
| Brücke über Wasserlauf (Strecke außer Betrieb) |                     | Canal des Ardennes                | Canal des Ardennes                |
| Brücke über Wasserlauf (Strecke außer Betrieb) |                     | Aisne                             | Aisne                             |
| Strecke von rechts · Strecke (außer Betrieb) |                     | von Reims                         | von Reims                         |
| Bahnhof · Kopfbahnhof Streckenende (Strecke außer Betrieb) |                     | Rethel                            | Rethel                            |
| Strecke nach links | 35                  | nach Charleville-Mézières         | nach Charleville-Mézières         |

Die Bahnstrecke Guignicourt–Rethel war eine 35 Kilometer lange Meterspurbahn im Norden Frankreichs, die 1904/05 für den Personen- und Güterverkehr in Betrieb genommen wurde. Drei Abschnitte wurden 1940, 1947 und 1961 stillgelegt, woraufhin der Rest 1971 umgespurt und bis 1987 als Normalspurbahn betrieben wurde.

## Geschichte
Der Streckenabschnitt Guignicourt–Neufchâtel der Sekundärbahnstrecke der Chemins de fer de la banlieue de Reims wurde 1904 mit einer Spurweite von 1000 mm eröffnet und 1905 bis Rethel verlängert.
Der Streckenabschnitt Évergnicourt–Vieux-lès-Asfeld wurde 1940 stillgelegt, der Streckenabschnitt Vieux-lès-Asfeld–Asfeld 1947 und der Streckenabschnitt Asfeld–Rethel schließlich 1961. Nur der verbliebene Streckenabschnitt Guignicourt–Evergnicourt wurde 1917 auf Normalspur umgespurt und bis  1987 betrieben.

## Bauart
Für den Oberbau der Strecke Rethel–Asfeld wurden Vignolschienen mit einem Metergewicht von 25 kg/m auf Holzschwellen verlegt, während für die benachbarte, 1909 eröffnete Meterspurbahnstrecke Asfeld−Dizy der Chemins de fer départementaux des Ardennes Vignolschienen mit einem Metergewicht von 22 kg/m auf Holzschwellen verwendet wurden.

## Schienenfahrzeuge
1958 wurden von der Zuckerfabrik in Acy-Romance folgende Schienenfahrzeuge auf der Strecke eingesetzt:
- Sechs Corpet-Louvet-Dampflokomotiven 1'C mit 19,5 t von den CA (Nr. 61, 71, 77, 79, 81)
- Zwei Corpet-Louvet-Dampflokomotiven C mit 18 t von den CBR
- Eine Corpet-Louvet-Dampflokomotive 1'C mit 19,5 t von den CBR
- Zwei dreiachsige Dieselloks mit 180 PS starken Willème-Motoren und Minerva-Sechsgang-Getriebe 0-3-0 mit 16 t (Nr. 651 und 652) und eine 0-3-0 mit 18 t (Nr. 301), alle ehemals Compagnie Générale des Voies Ferrées d'Intérêt Local (VFIL) in Pas-de-Calais
- Ein leichter HAWA-Triebwagen (Hannoversche Waggonfabrik in Hannover) der CA
- Etwa 150 offene Güterwagen und etwa 30 geschlossene Wagen mit einem Leergewicht von 5 bis 6 t für 10 t bis 15 t Tragfähigkeit
- Einige deutsche Drehgestellwagen mit 12 t Leergewicht und 20 t Tragfähigkeit[4]

## Bahnhöfe, Fabriken und Brücken

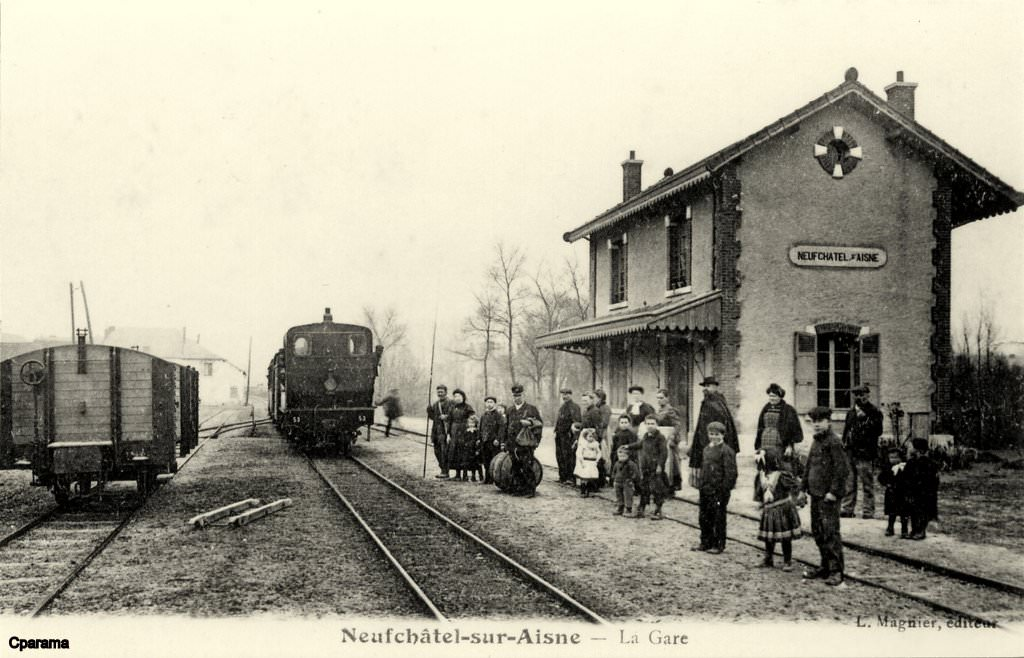
Neufchatel-sur-Aisne
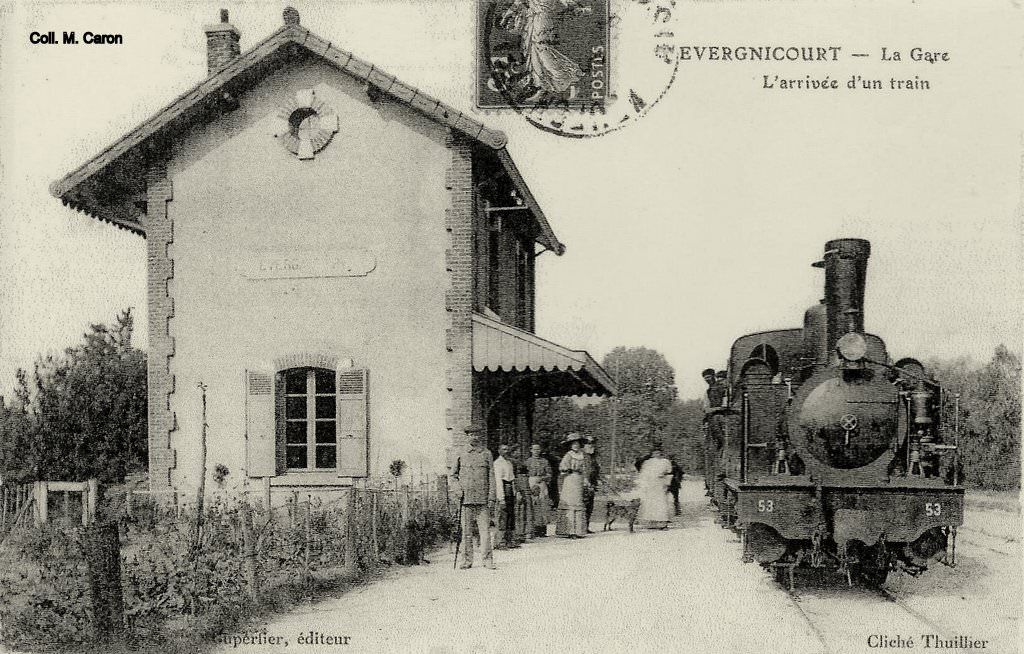
Évergnicourt
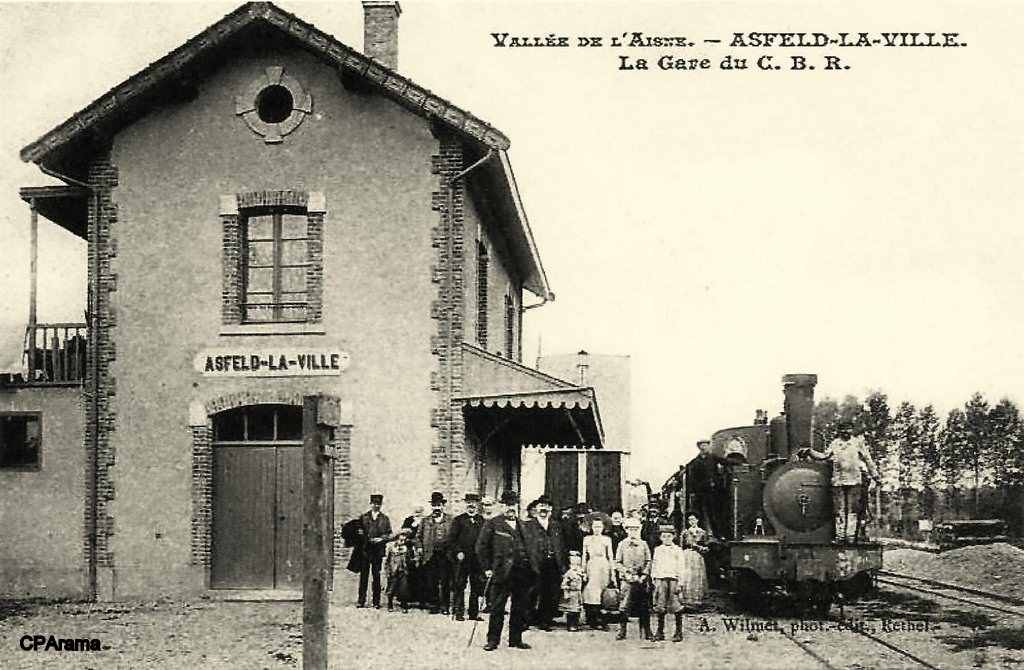
Asfeld-la-Ville
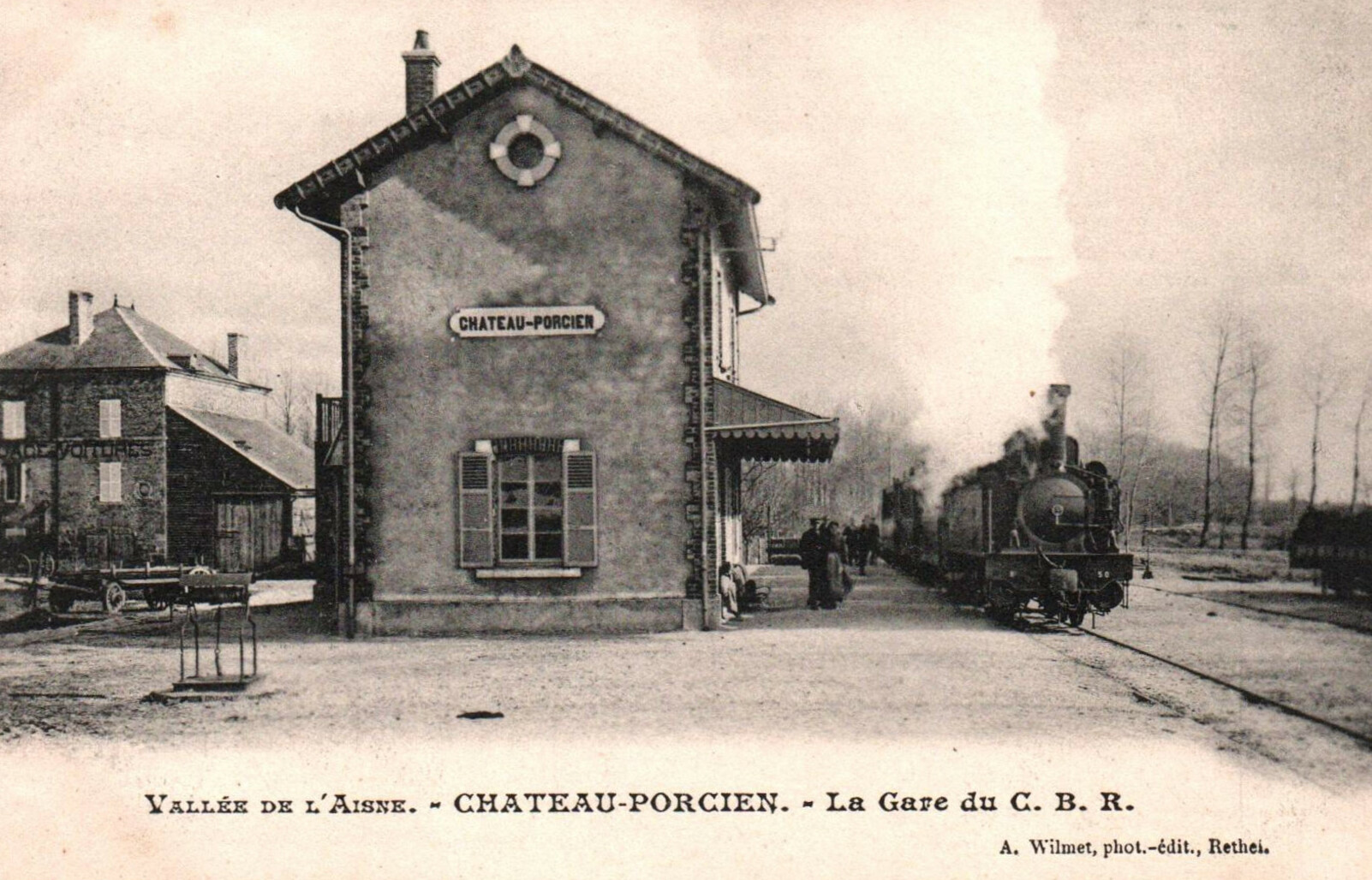
Château-Porcien
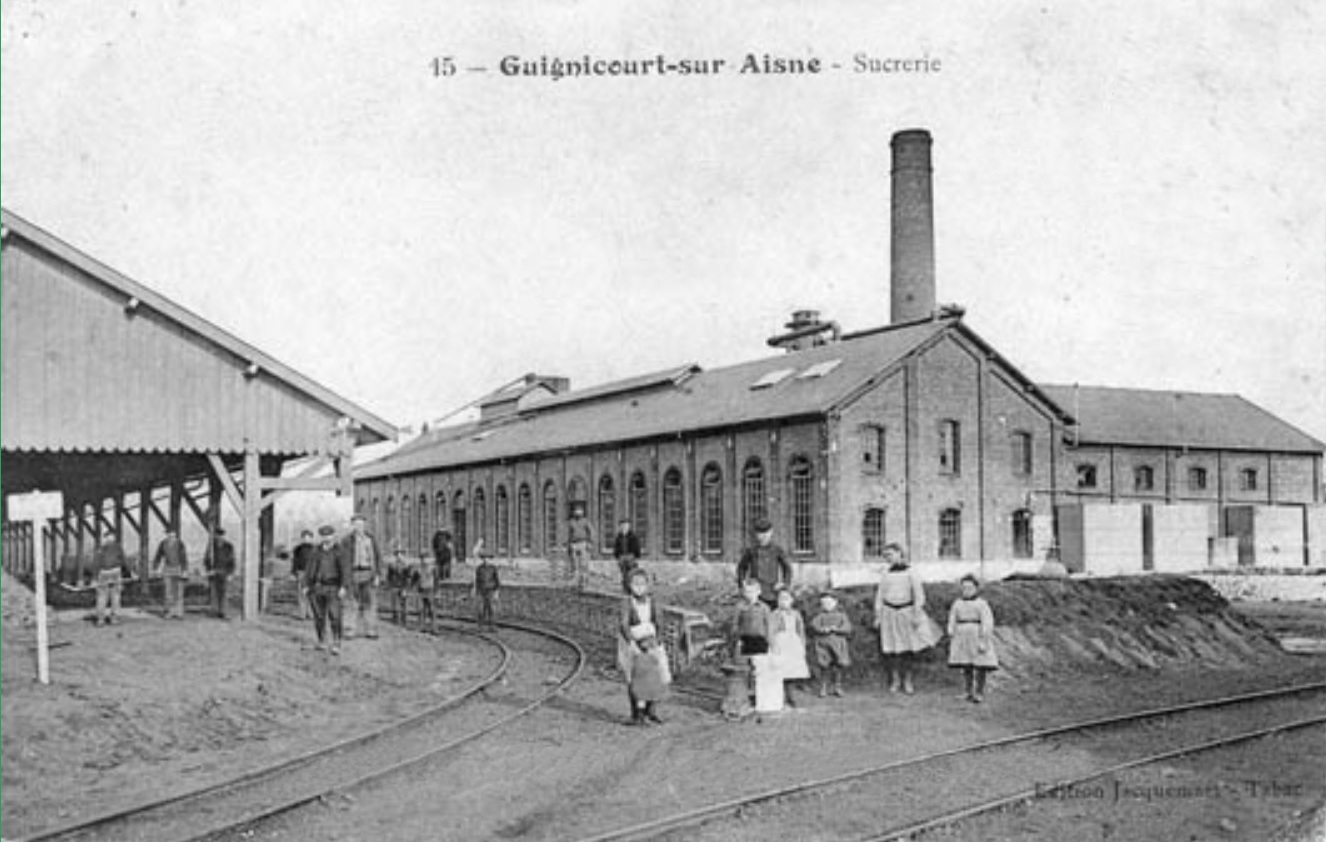
Zuckerfabrik in Guignicourt-sur-Aisne
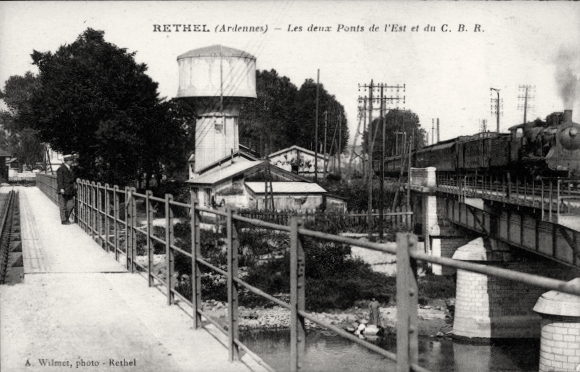
Die Brücken der l’Est und der CBR